# Dicliptera induta
Dicliptera induta là một loài thực vật có hoa trong họ Ô rô. Loài này được W.W.Sm. mô tả khoa học đầu tiên năm 1918.